# Kim Chung-tae
Kim Chung-tae (in hangŭl: 김청태; 6 luglio 1980) è un arciere sudcoreano.

## Palmarès

### Olimpiadi
- 1 medaglia:
  - 1 oro (Sydney 2000 a squadre)